# Матоме Угакі
Матоме Угакі (яп. 宇垣 纏; 15 лютого 1890 — 15 серпня 1945) — японський офіцер і поет, віцеадмірал Імператорського флоту. Палкий прихильник ідеології камікадзе. Відомий своїми докладними щоденниками.

## Біографія

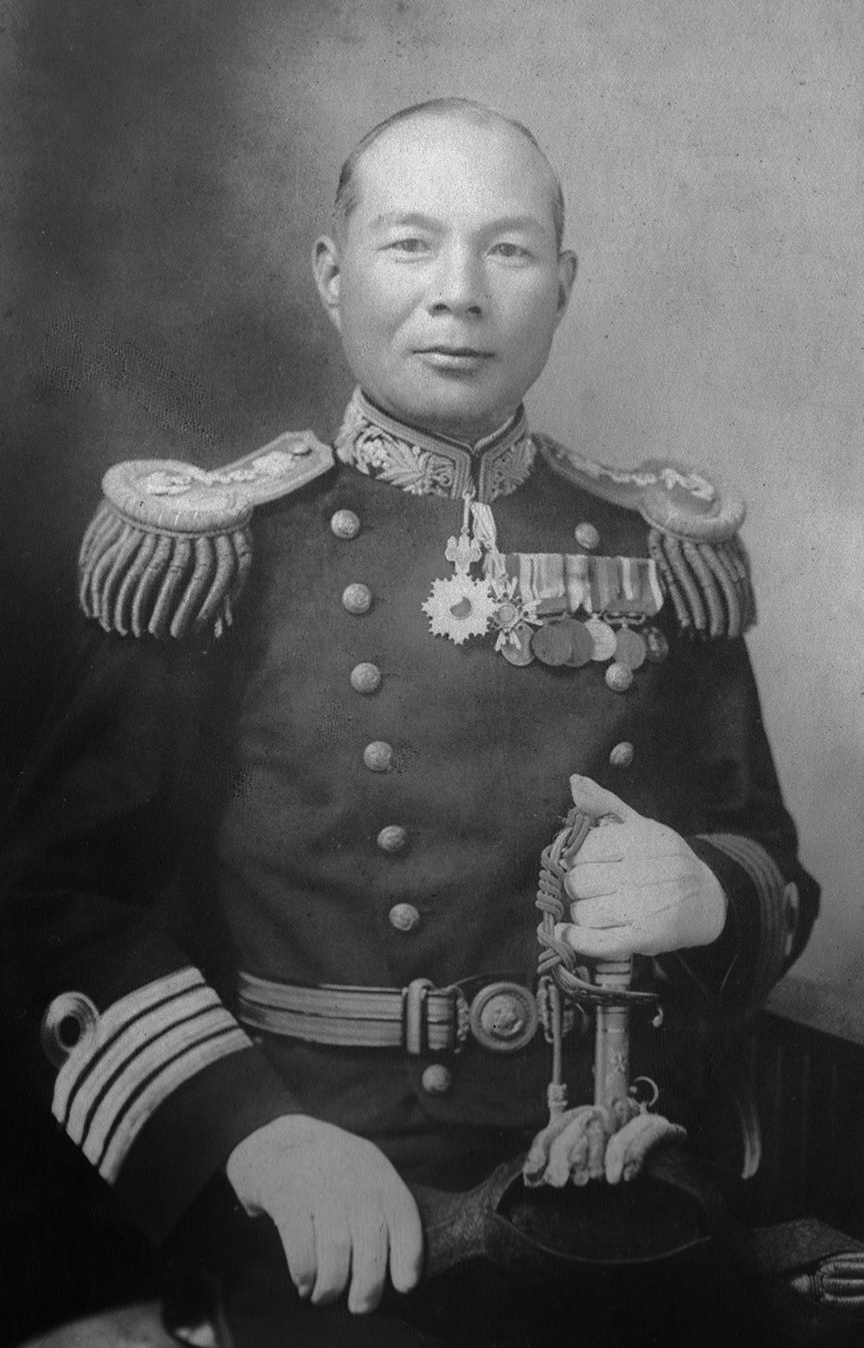
Капітан Угакі (1932/38).

### Рання кар'єра
У 1912 році на відмінно закінчив Імператорську Військово-морську академію. 17 липня 1912 року почав службу в ранзі кадета на крейсері IJN Azuma. Надалі проходив службу на крейсері IJN Hirado. 1 грудня 1913 року отримав звання мічмана і був переведений на крейсер IJN Ibuki. Далі служив послідовно на лінійному крейсері IJN Kongō, крейсері IJN Iwate, та головному есмінці IJN Nara. 1 грудня 1918 році був підвищений до лейтенанта і відправлений у військово-морську артилерійську школу. Після закінчення навчання призначений старшим артилерійським офіцером на есмінці IJN Minekaze.
У 1924 році, після закінчення навчання у Вищій військовій академії Імператорського флоту, отримав звання капітан-лейтенанта. Після недовгої служби на крейсері IJN Ōi 3 роки служив при військово-морській артилерійській школі. У листопаді 1928 році був підвищений до капітана 3 рангу та призначений військовим резидентом Японії у Німеччині, де й прослужив до листопада 1930 року.
Після отримання 1 грудня 1932 року звання капітана 2 рангу Матоме Угакі служив інструктором у Військово-морському коледжі. В 1935 році отримав призначення в Об'єднаний флот. Через рік (1 грудня 1936) призначений командиром крейсера IJN Yakumo, а ще рівно через рік, 1 грудня 1937 року, призначений командиром корабля IJN Hyūga.
15 листопада 1938 року отримав звання контрадмірала.

### Друга світова війна

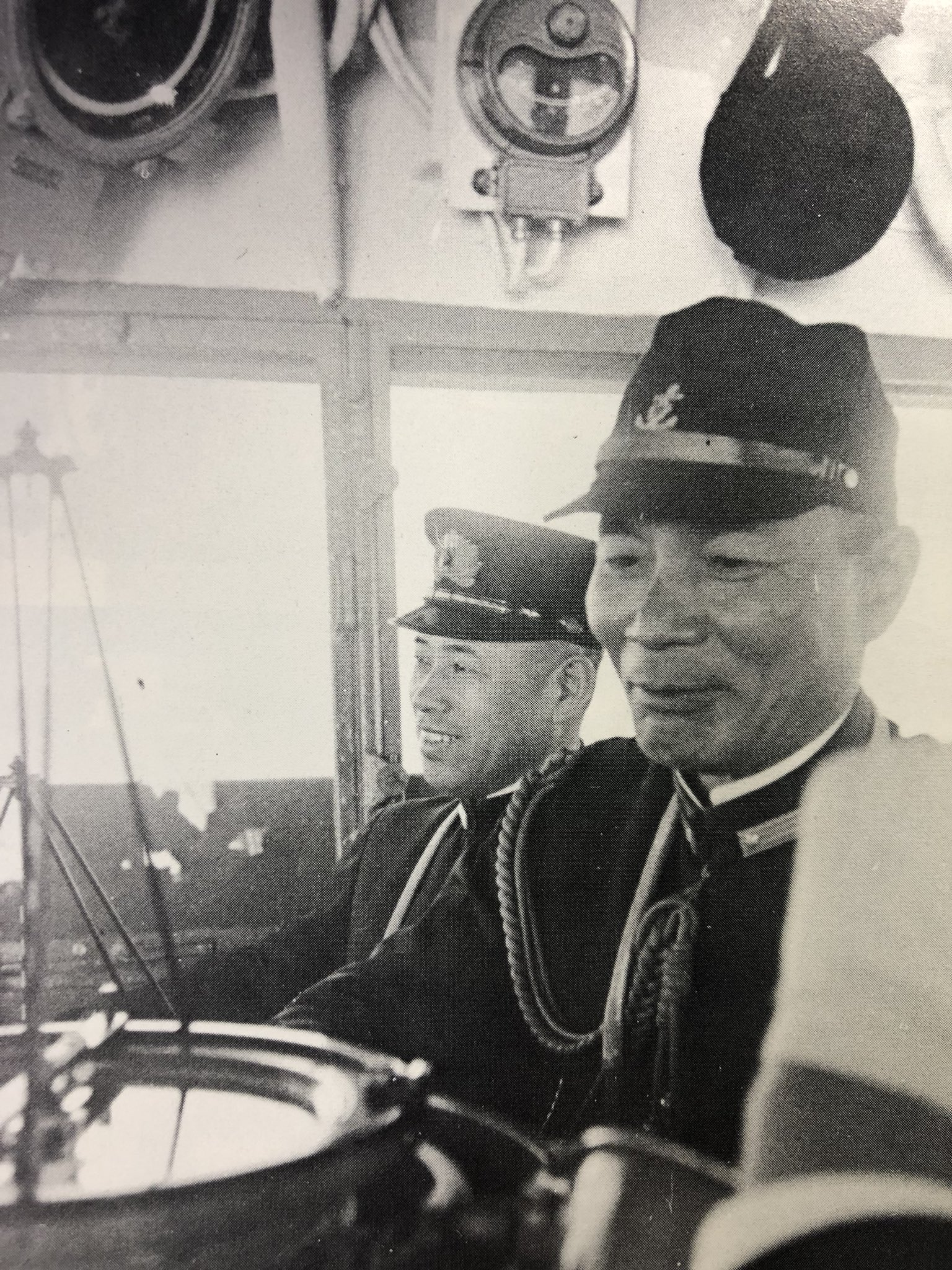
Угакі (праворуч) та Ісороку Ямамото на борту флагмана «Нагато» (серпень 1941 — лютий 1942).

Незабаром після початку Другої світової війни призначений начальником штабу Об'єднаного флоту Японії під командуванням адмірала Ісороку Ямамото, де служив до 1943 року. 1 листопада 1942 року підвищений до віцеадмірала.
18 квітня 1943 року, два бомбардувальники Міцубісі G4M Бетті, які перевозили офіцерів штабу, в районі острова Бугенвіль зазнали атаки 24 винищувачів Локхід P-38 «Лайтнінг» (операція «Помста»). Обидва літаки були збиті. Ведучий бомбардувальник, на якому знаходився Ісороку Ямамото, розбився в джунглях, а ведений, в якому летів Матоме Угакі, впав у море. Угакі був одним із трьох вцілілих.
Після одужання, 25 лютого 1944 року призначений командувачем 1-їескадри лінійних кораблів у складі «Нагато», «Ямато» та «Мусасі», з якими брав участь у битві у затоці Лейте, зокрема у битві вморі Сібуян (24 жовтня) та у битві біля острова Самар (25 жовтня)
Відкликаний до Японії у лютому 1945 року і призначений командувачем 5-го Повітряного флоту в Кюсю. З березня 1945 року керував підготовкою до атак літаків-камікадзе на кораблі ВМФ США, що стоять у лагуні острова Уліті.

### Остання атака

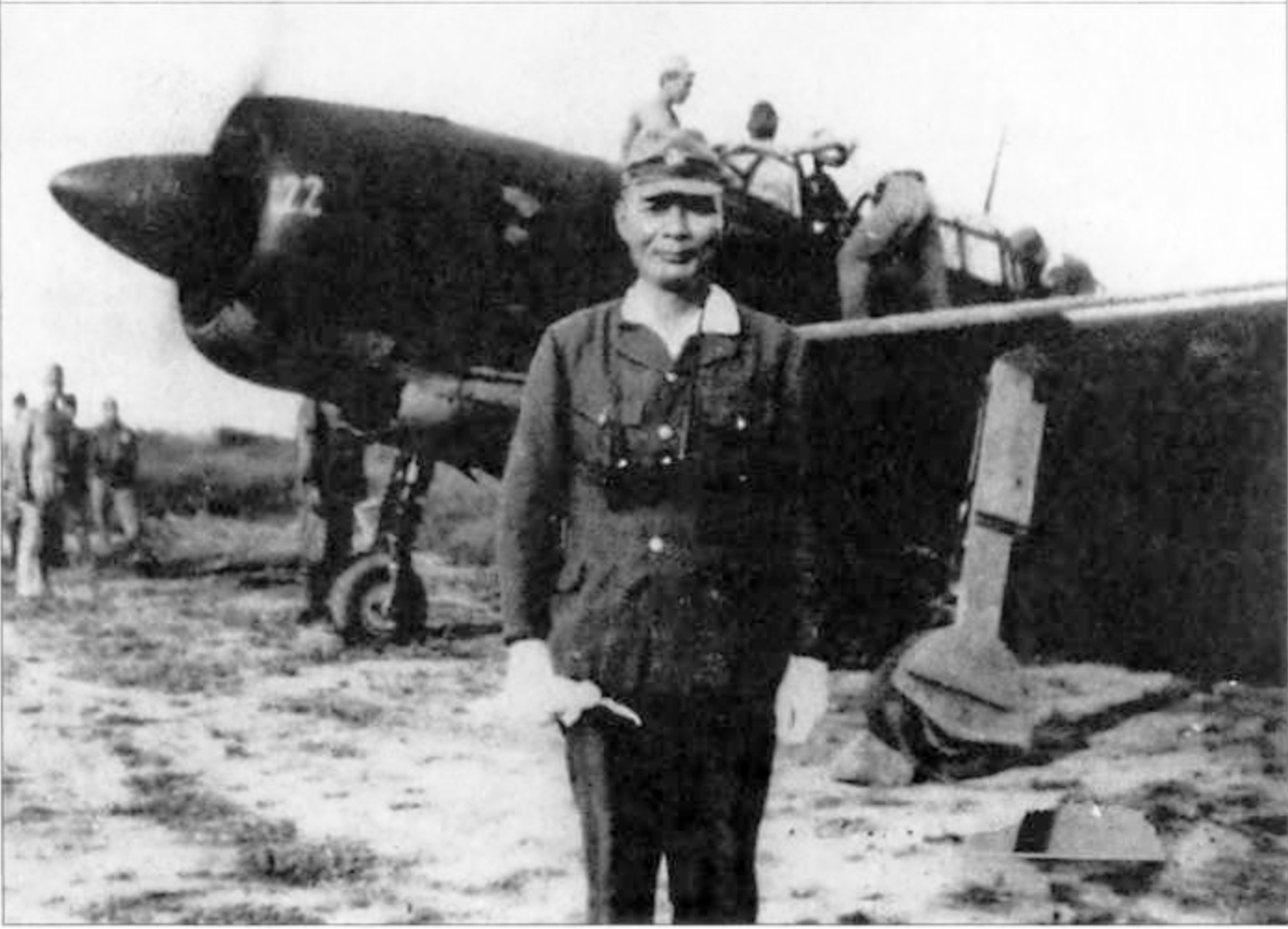
Остання фотографія Угакі (15 серпня 1945).

15 серпня 1945 року імператор Хірохіто повідомив по радіо про беззастережну капітуляцію Японії і закликав військових скласти зброю. У цей день Матоме Угакі робить останній запис у своєму щоденнику про те, що він не отримував «офіційного» наказу на припинення вогню, а також бере на себе всю відповідальність за те, що його пілоти не змогли зупинити вторгнення супротивника, і тому, дотримуючись кодексу бусідо, в останній виліт він повинен вирушити сам. Перед тим, як зайняти місце стрілка в літаку Yokosuka D4Y Suisei, Угакі робить свою останню фотографію. У цей виліт із особистих речей він взяв лише короткий ритуальний меч, отриманий від адмірала Ямамото.
В останньому повідомленні о 19:42 йдеться про те, що літаки починають атаку на корабель США. Однак, в архівах ВМФ США немає записів про успішні атаки камікадзе 15 серпня 1945 року, і, швидше за все, всі літаки (крім трьох, що повернулися через проблеми з двигунами) були збиті гарматами ППО і впали в океан.

## Нагороди[3]
- Військова медаль 1914—1920
- Пам'ятна медаль вступу на престол імператора Сьова
- Медаль Маньчжурського інциденту
- Медаль національного фонду «Велика Маньчжурія» (Маньчжурська держава)
- Медаль Китайського інциденту 1937
- Орден Вранішнього Сонця 3-го і 1-го класу
- Орден Золотого шуліки 3-го класу
- Орден Священного скарбу 3-го класу